# Nicefor Blemmydes
Nicefor Blemmydes (gr.: Νικηφόρος Βλεμμύδης; 1197 – ok. 1272) – bizantyński filozof i teolog.

## Życie
Nicefor Blemmydes urodził się w 1197 roku w Konstantynopolu w rodzinie lekarzy. Po zdobyciu Konstantynopola przez krzyżowców w 1204 roku zbiegł do Nicei, gdzie podjął studia filozoficzne, teologiczne i medyczne. Po ukończeniu studiów przyjął święcenia kapłańskie. Był nauczycielem późniejszego cesarza Teodora II Laskarysa oraz Jerzego Akropolitesa. Po odzyskaniu przez cesarza Jana III Watatzesa europejskich prowincji Cesarstwa Blemmydes udał się z misją wyszukiwania rękopisów do założonej przez cesarza w jego azjatyckiej stolicy biblioteki. w 1248 roku opuścił dwór cesarski i usunął się do klasztoru Emathia koło Efezu. Kierował nim jako hegumen. Patriarcha Konstantynopola Gregorios relacjonuje jak to chcąc odwiedzić słynnego uczonego w Efezie wybrał się w daleką i uciążliwą drogę do Ayasoluk, do kościoła św. Jana, gdzie przebywał Blemmydes. Ten jednak pochłonięty przez skarby swojej biblioteki nie chciał go nawet przyjąć. W 1255 roku Blemmydes został patriarchą Nicei. Swoje życie na tle ówczesnych wydarzeń politycznych opisał dokładnie w Autobiografii (Perí ton kat'auton diégesis meriké). Pozostawił po sobie pisma z zakresu filozofii, teologii, geografii, retoryki i poezji.

## Prace
Najsławniejszym dziełem filozoficznym Blemmydesa był jego Podręcznik logiki i fizyki (Ejsagogiké epitomé). Cesarzowi poświęcił „zwierciadło książęce”, czyli Traktat (Lògos) o obowiązkach panującego. Jerzy Galestios i Jerzy Ojnajotes sparafrazowali go potem w języku ludowym.
Sprawie unii Kościołów Blemmydes poświęcił obszerne dwutomowe dzieło o pochodzeniu Ducha Świętego. Księga pierwsza zatytułowana Dowody (Lògos apodejknýnon) została zadedykowana arcybiskupowi Bułgarii Jakubowi, a druga Dysputa dogmatyczna (Lògos peri tinòn dogmatikòn syzetéseon) cesarzowi Teodorowi II Laskarysowi. W dziele swoim Blemmydes zajął stanowisko zbliżone do rzymskiego rozumienia symbolu wiary, który dodatkowo omówił w traktacie O wierze (Perí písteos). Napisał również prace O granicy życia (Perí hòron zoés), O cnocie i ascezie (Perí aretés kaj askéseos) i Enkomion ku czci św. Jana Ewangelisty patrona swojego klasztoru, a dla mnichów Regułę zakonu (Typikòn).
W trosce o to, by pomóc mnichom w rozumieniu psalmów napisał Komentarze (Schòlia) do 150 psalmów (1248) i Egzegezę do wybranych psalmów (Ekségezis tinás ton psalmòn).
Pozostawił też po sobie Zarys geograficzny (Sýnopsis geographiké) parafrazę dzieła Dionizego Periegetesa.
Pewną wartość historyczną mają dwie autobiografie Blemmydesa napisane kolejno w 1264 i 1265 roku. Jakkolwiek stanowią przede wszystkim pochwałę samego autora, przynoszą również cenne informacje o ówczesnych stosunkach panujących na dworze cesarskim i w Kościele. Podobną wartość mają listy Blemmydesa do cesarza Teodora II Laskarysa.
Blemmydes pozostawił też po sobie: napisany wierszem politycznym, liczący sobie 272 wersy, utwór przesłany cesarzowi Janowi III Watatzesowi, epigram w 25 wierszach politycznych z okazji urodzin syna cesarza Teodora II Laskarysa, wzorowane na metrach klasycznych: Na klasztor Sosandron napisany w heksametrze daktylicznym i Na cześć świętego Demetriusza napisany wierszem jambicznym. Blemmydes pisał też wiersze na temat Psalmów, komponował stichera i kanony jambiczne